# ۵۸۲ (میلادی)
۵۸۲ (میلادی) پانصد و هشتاد و دومین سال تقویم میلادی است.

## رویدادها
- آوارها پس از ۲ سال محاصره، سیرمیوم را به تملک خود درمی‌آورند.
- تیبریوس دوم کنستانتین، امپراتور بیزانس می‌میرد و موریس جانشین او می‌شود.

## درگذشتگان
- ۱۴ اوت - تیبریوس دوم کنستانتین، امپراتور بیزانس

‎